# 26 février aux Jeux olympiques de 2006
Le dimanche 26 février aux Jeux olympiques d'hiver de 2006 est le seizième et dernier jour de compétition.

## Programme
- 10h00 : Ski de fond (H) : 50 km libre
- 14h05 : Hockey sur glace (H) : (finale 1re/2e place) ;  Suède -  Finlande
- 20h00 : Cérémonie de clôture des Jeux.

(H) : Hommes ; (F) : Femmes ; (M) : Mixte
L'heure utilisée est l'heure de Turin : UTC+01 heure ; la même utilisée à Bruxelles, Genève et Paris.

## Finales

### Ski de fond - 50 km libre H
| Place | Nation             | Athlète               | Temps             |
| ----- | ------------------ | --------------------- | ----------------- |
| 1er   | Italie             | Giorgio Di Centa      | 2 h 06 min 11 s 6 |
| 2e    | Russie             | Eugeni Dementiev      | 2 h 06 min 12 s 6 |
| 3e    | Autriche           | Mikhail Botvinov      | 2 h 06 min 12 s 7 |
| 4e    | France             | Emmanuel Jonnier      | 2 h 06 min 13 s 5 |
| 5e    | Italie             | Pietro Piller Cottrer | 2 h 06 min 14 s 0 |
| 6e    | Suède              | Anders Södergren      | 2 h 06 min 14 s 1 |
| 7e    | République tchèque | Martin Koukal         | 2 h 06 min 14 s 9 |
| 8e    | République tchèque | Jiří Magál            | 2 h 06 min 15 s 1 |

### Hockey sur glace - Hommes
| Place | Nation             | Équipe nationale                                 |
| ----- | ------------------ | ------------------------------------------------ |
| 1er   | Suède              | Équipe de Suède de hockey sur glace              |
| 2e    | Finlande           | Équipe de Finlande de hockey sur glace           |
| 3e    | République tchèque | Équipe de République tchèque de hockey sur glace |
| 4e    | Russie             | Équipe de Russie de hockey sur glace             |
| 5e    | Slovaquie          | Équipe de Slovaquie de hockey sur glace          |
| 6e    | Suisse             | Équipe de Suisse de hockey sur glace             |
| 7e    | Canada             | Équipe du Canada de hockey sur glace             |
| 8e    | États-Unis         | Équipe des États-Unis de hockey sur glace        |

## Médailles du jour
| Rang | Nations            | Médaille d'or, Jeux olympiques | Médaille d'argent, Jeux olympiques | Médaille de bronze, Jeux olympiques | Total |
| ---- | ------------------ | ------------------------------ | ---------------------------------- | ----------------------------------- | ----- |
| 1er  | Italie             | 1                              | 0                                  | 0                                   | 1     |
| -    | Suède              | 1                              | 0                                  | 0                                   | 1     |
| 3e   | Russie             | 0                              | 1                                  | 0                                   | 1     |
| -    | Finlande           | 0                              | 1                                  | 0                                   | 1     |
| 5e   | Autriche           | 0                              | 0                                  | 1                                   | 1     |
| -    | République tchèque | 0                              | 0                                  | 1                                   | 1     |